# Far Cry 5
Far Cry 5 ist ein Ego-Shooter mit offener Spielwelt, der von Ubisoft Montreal entwickelt wurde. Als fünfter Hauptteil in der Far-Cry-Spielereihe erschien es am 27. März 2018 für Microsoft Windows, PlayStation 4 und Xbox One sowie am 3. November 2020 für Google Stadia.

## Handlung
Die Handlung spielt im fiktiven Hope County, Montana in den Vereinigten Staaten. Der dort lebende Priester namens Joseph Seed glaubt an einen drohenden Kollaps der Zivilisation und dass er auserwählt wurde, die Menschen davor zu beschützen. Dazu gründet er die Organisation „Project at Eden’s Gate“. Die Ideologie dieser Sekte enthält viele Elemente der christlichen Eschatologie, wie z. B. die Vorstellung von den Sieben Siegeln – die während der Handlung teilweise zitiert werden – oder dem drohenden Ende der Welt. Eden’s Gate entwickelt sich zu einem radikalen Kult, der die Menschen zwingt, ihm beizutreten und einschüchtert, nicht die Außenwelt zu kontaktieren. Die Mitglieder von Eden’s Gate und die restlichen Bürger von Hope County geraten immer mehr aneinander und es entwickeln sich bewaffnete Konflikte.
Der Spieler ist ein namenloser Deputy Sheriff, welcher zu Beginn Mitglied der Hope-County-Widerstandsgruppe wird. Er und seine Kollegen sollen Sektenanführer Joseph Seed, der sich selbst nur als „Vater“ bezeichnet, verhaften. Allerdings scheitert die Festnahme und nach einigen Kampfhandlungen, in denen Mitglieder der Seed-Familie die Kollegen des Deputy Sheriff gefangen nehmen und unter sich aufteilen, wacht der Spieler auf der Insel von Dutch auf, einem Einwohner von Hope County und Gegner der Sekte. Dieser leitet den Spieler fortan auf seiner Insel, wodurch er in die Spielmechanik eingeführt wird. Wenn Dutchs Insel von der Sekte befreit ist, kann sich der Spieler weitgehend frei in der Spielwelt bewegen. Dann hat der Spieler drei Möglichkeiten, die Handlung fortzuführen (Diese werden in der vom Spiel empfohlenen Reihenfolge genannt), wobei er auch parallel an den Aufgaben arbeiten kann:
- Die Befreiung des Holland Valley (von John Seed kontrolliert)
- Die Befreiung des Henbane River (von Faith Seed kontrolliert)
- Die Befreiung der Whitetail Mountains (von Jacob Seed kontrolliert)

In jeder dieser Regionen gilt es, einen Widerstand aufzubauen (siehe Spielprinzip), jeweils drei wichtigen Widerstandskämpfern zu helfen und schlussendlich den jeweiligen Herold des „Vaters“ in der Region zu besiegen und so den jeweils dort gefangenen Kollegen zu retten. Im Laufe der Befreiung dieser Gebiete wird der Spieler mehrere Male mit den Herolden konfrontiert, wodurch man auch deren Charakter und Denkweise genauer kennenlernt.
Im Holland Valley muss man als erstes auf die „Rae Rae Farm“, auf der man den Hund Boomer befreit. Anschließend wird man von Dutch aufgefordert, das Dorf Falls End zu befreien, in dem Pastor Jerome lebt. Dieser organisiert immer wieder Angriffe auf die Sekte. Während man den Widerstand aufbaut, wird man zwei Mal von John und seinen Schergen entführt. Dabei versucht dieser stets, den Deputy zur „Beichte“ zu zwingen. Jedoch gelingt es dem Deputy jedes Mal zu flüchten. Wenn man den Widerstand aufgebaut hat, lädt John Seed nach Falls End ein. Diesen kann man nach einem langen Kampf, der sich teils auch in der Luft abspielt, besiegen und seinen Schlüssel zu einem Bunker an sich nehmen. In dem Bunker hält er Deputy Hudson fest, die ebenfalls zu dem Team gehörte, das den „Vater“ festnehmen sollte, die man dann befreit.
Am Henbane River wird die Droge „Bliss“ (übersetzt Glückseligkeit) hergestellt, die von der Sekte in der ganzen Spielwelt verwendet wird, und durch die sich der Anwender in eine Art Traumwelt versetzt. Mehrmals fällt der Spieler in die Bliss-Traumwelt und begegnet dort Faith Seed, die aus ihrem Leben erzählt und auf ihn einredet. Danach findet man sich stets vor dem Hope-County-Gefängnis wieder, wo man Virgil Minkler und Sheriff Earl Whitehorse helfen muss, dieses gegen die Sekte zu verteidigen und ihre Widerstandsgruppe Cougars (wegen der in der Region häufig vorkommenden Pumas) zu organisieren. Wenn man auch am Henbane River die Sekte geschwächt hat, kann man in der Bliss-Traumwelt gegen Faith Seed antreten. Diese tötet vorher jedoch noch Virgil und entführt den Sheriff. Nachdem man Faith besiegt hat, muss man die Bliss-Produktion zerstören und den Sheriff retten. Ist das geschafft, hat man auch den Henbane River befreit.
Die Whitetail Mountains werden von Jacob Seed terrorisiert, der den Spieler mehrfach entführen lässt. Bei jeder Entführung wird man nach einer Zwischensequenz unter Drogen gesetzt und kommt in eine Traumwelt, in der man innerhalb von einer bestimmten Zeit alle Menschen, die man vorfindet, töten soll und sich somit Jacobs grundlegend von Euthanasie geprägten Ideologie beugt und „die Herde ausdünnt“. Während man in diesem Traum gefangen ist, wird die ganze Zeit über das Lied Only You gespielt, wodurch der Deputy konditioniert werden soll. Nachdem man das erste Mal in dieser Traumwelt war, wird man am Schluss von Eli, dem Anführer der Whitetail-Miliz gerettet. Dieser hilft einem, der Sekte weiterhin das Leben schwerzumachen. Als man das letzte Mal von Jacob entführt wird, stellt sich der Endgegner in der Traumwelt, der zuvor anders als alle anderen Gegner kein Gesicht hatte, als Eli heraus, wodurch klar wird, dass der Deputy erfolgreich konditioniert wurde. Eli wird vom Deputy erschossen. Daraufhin greift man Jacob an und tötet ihn. Auch von ihm bekommt man einen Schlüssel zu seinem Bunker, in dem er Deputy Pratt gefangen hält. Wenn man ihn befreit, sind somit auch die Whitetail Mountains befreit.
Wenn der Spieler alle Regionen befreit hat, lädt Joseph Seed ihn auf sein Anwesen ein. Er gibt einem zwei Optionen:
- Widerstand leisten: Auf dem Anwesen bricht ein Kampf zwischen dem Spieler und seinen hypnotisierten Verbündeten aus. Diese enthypnotisiert man, indem man sie außer Gefecht setzt und wiederbelebt. Als man dann Joseph Seed festnehmen kann, startet wie von der Seed-Familie vorausgesehen der Kollaps: Ein Flugzeug wirft eine Atombombe ab. Man kann gerade so mit Joseph, Hudson, Pratt und Whitehorse in ein Auto steigen und losfahren. In der Nähe von Dutchs Bunker, der auch das Ziel ist, fällt ein Baum auf das Auto und alle außer der Deputy Sheriff und Joseph sterben. Der Spieler wacht im Bunker auf und sieht Dutchs Leiche auf dem Boden. Joseph setzt sich auf einen Stuhl und erzählt ihm, dass er ihn für die Tötung seiner Verwandten am liebsten töten würde, der Deputy Sheriff aber nun das letzte bisschen Familie darstelle, das ihm geblieben sei.

- Weggehen: Der Spieler sowie Pratt, Hudson und Whitehorse steigen ins Auto und fahren weg. Der Sheriff will den „Vater“ nicht einfach davonkommen lassen und sich an die Nationalgarde wenden. Er schaltet das Radio an, in dem gerade das Lied Only You angespielt wird (wodurch die sogenannte Konditionierung beim Deputy Sheriff aktiv und der Tötungsinstinkt ausgelöst wird). Der Bildschirmrand wird rot, was bedeutet, dass das Lied wirkt. Dann fängt das Outro an.

## Spielprinzip
Wie auch bei den vorigen Spielen der Far-Cry-Spielereihe handelt es sich auch bei Far Cry 5 um ein Open-World-Spiel, bei dem der Spieler die gesamte Welt erkunden und mit ihr interagieren kann. Hierbei ist die Spielwelt in fünf Regionen unterteilt: Dutchs Insel (dort beginnt das Spiel nach der gescheiterten Festnahme des „Vaters“), Josephs Anwesen und die drei Teile, die unter der Kontrolle jeweils eines Geschwisterteils des „Vaters“ stehen (Faith, Jacob und John).
In der gesamten Spielwelt können Aufgaben erledigt werden, bei deren Vollendung Widerstandspunkte gesammelt werden, um die Regionen von der Kontrolle durch die Sekte zu befreien. Die Aufgaben bestehen zum Beispiel aus der Befreiung von Geiseln, dem Zerstören von Sekten-Eigentum und Schreinen oder der Einnahme von Sekten-Außenposten. Die Kampagne kann entweder im Einzelspieler- oder im Koop-Modus gespielt werden.
Eine Neuerung ist die Einführung eines Charaktereditors, mit dem Spieler die Erscheinung ihres Charakters in puncto Geschlecht, Hautfarbe und Erscheinung bearbeiten können.

## Entwicklung
Der Soundtrack zum Spiel wurde vom US-amerikanischen Komponisten Dan Romer komponiert.

### Synchronisation
Die deutschsprachige Übersetzung und Synchronisation erfolgte durch die mouse power GmbH.
| Rolle                    | Englischer Sprecher   | Deutscher Sprecher       |
| ------------------------ | --------------------- | ------------------------ |
| Joseph Seed              | Greg Bryk             | Johannes Berenz          |
| John Seed                | Seamus Dever          | Martin Kautz             |
| Jacob Seed               | Mark Pellegrino       | Dennis Schmidt-Foß       |
| Faith Seed               | Jenessa Grant         | Manja Doering            |
| Dutch Roosevelt          | John Tench            | Uwe Jellinek             |
| Mary May Fairgrave       | Tasya Teles           | Maja Maneiro             |
| Pastor Jerome Jeffries   | Martin Roach          | Tobias Brecklinghaus     |
| Sheriff Earl Whitehorse  | Christopher Heyerdahl | Kaspar Eichel            |
| Marshal Cameron Burke    | Doug Hutchison        | Frank Röth               |
| Deputy Joey Hudson       | Luisa D’Oliveira      | Bianca Krahl             |
| Nick Rye                 | Steve Byers           | Daniel Welbat            |
| Kim Rye                  | Mayko Nguyen          | Julia Kaufmann           |
| Casey Fixman             | Bruce Blain           | Wolfgang Wagner          |
| Eli Palmer               | Patrick Garrow        | Tim Moeseritz            |
| Virgil Minkler           | Bob Bainborough       | Axel Lutter              |
| Tammy Barnes             | Sarah Booth           | Anke Reitzenstein        |
| Hurk Drubman Jr.         | Dylan Taylor          | Christoph Banken         |
| Willis Huntley           | Alain Goulem          | Udo Schenk               |
| Tracey Lader             | Beryl Bain            | Lo Rivera                |
| Grace Armstrong          | Murry Peeters         | Dela Dabulamanzi         |
| Dr. Charles Lindsey      | Farid Yazdani         | Marios Gavrilis          |
| Dr. Sarah Perkins        | Cara Ricketts         | Claudia Urbschat-Mingues |
| Skylar Kohrs             | Lauren Jackson        | Sonja Spuhl              |
| Adelaide Drubman         | Jane Wheeler          | Gundi Eberhard           |
| Wheaty                   | Philip Nozuka         | Bastian Sierich          |
| Zip Kupka                | Ted Atherton          | Thomas Nero Wolff        |
| Xander Flynn             |                       | Julius Jellinek          |
| Merle Briggs             |                       | Michael Iwannek          |
| Clutch Nixon Kommentator |                       | Bert Franzke             |

## Rezeption bzw. Wertungen
Far Cry 5 wurde von der Fachpresse überwiegend positiv beurteilt. Die Online-Datenbank Metacritic, die Testberichte sammelt und auswertet, berechnete für die verschiedenen Fassungen des Spiels zwischen 78 und 82 von 100 Punkten. Damit fielen die Wertungen für Far Cry 5 leicht schwächer aus als die des Vorgängers.
Das Spiel entwickelte sich zum am schnellsten verkauften Spiel innerhalb der Ubisoft Gruppe. 2018 war es das meistverkaufte Spiel in Deutschland. Innerhalb der ersten Woche verkaufte es sich weltweit 5 Millionen Mal.
In den Vereinigten Staaten lösten die Handlung und der Schauplatz des Spiels eine Diskussion über einen möglichen Bezug bzw. Kommentar der Entwickler zur politischen Entwicklung im Land, in Bezug auf die Wahl Donald Trumps zum US-Präsidenten und die damit einhergehende Stärkung der Alt-Right-Bewegung, aus. Tatsächlich kündigte die Bewegung einen Boykott des Spiels an, da man in diesem gegen weiße US-Amerikaner kämpfen müsse. Ubisofts Franchise-Chef Dan Hay behauptet jedoch, dass die Idee für das Spiel drei Jahre alt sei, spricht aber auch von realen Inspirationsquellen.
Bereits lange vor der Veröffentlichung geriet das Spiel in die Schlagzeilen, da eine Petition auf Change.org forderte, die Antagonisten, also weiße radikale Christen, durch Islamisten oder städtische Gangs zu ersetzen oder die Handlung des Spiels so umzugestalten, dass ein Verständnis für das Handeln der Sekte entstehe. Begründet wird dies mit, durch die Petenten wahrgenommenen, Vormarsch des Islams in den Vereinigten Staaten, die Zunahme von Bandenkriminalität sowie angebliche Unterdrückung von ultra-konservativen Gruppen durch die US-Regierung. Ebenso bezieht sich die Petition auf Multikulturalismus, Antiamerikanismus und die Gamergate-Kontroverse. Aufgrund der Argumentationsweise wurde darüber diskutiert, ob es sich bei der Petition um Satire oder einen Marketing-Gag handele.
Die Tierrechtsorganisation PETA forderte nach der Veröffentlichung ein Verbot des Spiels, da der Spieler darin die Möglichkeit habe zu angeln. Eine „Jagd auf Fische“ sei „unethisch und gewaltverherrlichend“ – Fische seien „neugierige Wirbeltiere mit individuellen Persönlichkeiten“.

## Merchandising
- Bereits vor der Veröffentlichung des Spiels erschien eine 30 Minuten lange Verfilmung auf Prime Video, welche das Spiel behandelt.[21]
- Ein Roman erschien im Februar 2018 unter dem Titel Far Cry 5: Vergebung, geschrieben von Urban Waite. Der Roman behandelt die Vorgeschichte des Videospieles und erschien im Panini Verlag.

## Hintergründe
Das Cover auf der Hülle des Spiels ist Leonardo da Vincis berühmten Wandgemälde Das Letzte Abendmahl nachempfunden, da die Charaktere des Spiels hierauf größtenteils die Körperhaltungen der auf dem Gemälde dargestellten Personen einnehmen.
Bei der Droge Bliss handelt es sich um Scopolamin, das aus dem Weißen Stechapfel (Datura stramonium) gewonnen wird.
Die Live-Action-Werbevideos wurden in Great Falls, Cascade County, Montana gedreht. Ebenfalls war es namensgebend für die größte Siedlung im Spiel Falls End.
Der Name „Project at Eden’s Gate“ ist eine Anspielung an den postapokalyptischen Kult Heaven’s Gate und den biblischen Garten Eden. Der fiktive Kult trägt Inspiration von den tatsächlichen Branch Davidians sowie der Peoples-Temple-Bewegung.
Die Verstecke mit Vorräten im Spiel gehen auf die ursprünglich aus den Vereinigten Staaten kommende Prepper-Bewegung zurück, die sich massiv für Katastrophen aufrüstet.
In dem Film Iron Sky: The Coming Race, erscheint der Priester Donald, wie auch Joseph Seed mit seiner typischen Brille.